# Безценный, Виктор Николаевич
Виктор Николаевич Безце́нный (20 июля 1924, Дмитриевск, ныне Макеевка — 2 декабря 1976, там же) — Герой Советского Союза (1943). Участник Великой Отечественной войны.

## Биография
Родился 20 июля 1924 года в городе Дмитриевск, ныне город Макеевка Донецкой области.
Образование неполное среднее. С февраля 1941 года жил в посёлке Иглино Иглинского района Башкирской АССР, здесь продолжал учиться, работал в колхозе.
В Красной Армии с 1942 года. Окончил Уфимское военное пехотное училище в 1943 году.
С мая 1943 служил на Центральном, Белорусском и 1-м Белорусском фронтах. Звания Героя командир взвода 685-го стрелкового полка 193-й стрелковой дивизии 65-й армии лейтенант Безценный удостоен за отвагу при форсировании 15 октября 1943 года реки Днепр вблизи пгт Лоев Белорусской ССР и удержании правобережного плацдарма.
После демобилизации в 1945 году — работал помощником прокурора в городах Макеевка и Мукачево, адвокатом в городе Луганске. Член КПСС с 1950 года.
Умер 2 декабря 1976 года, похоронен в городе Макеевка.

## Награды
- Медаль «Золотая Звезда» Героя Советского Союза (№ 1520)(30.10.1943)[1]
- Орден Ленина (1943)

## Память
- В посёлке Иглино установлены бюсты Героя: в 2002 году в парке им. Е. Иглиной, в 2005 году — у здания Иглинской средней школы № 1, где он учился. В 2021 году его именем названа Муниципальное бюджетное общеобразовательное учреждение "Средняя общеобразовательная школа №1 села Иглино имени Бесценного Виктора Николаевича." муниципального района Иглинский район Республики Башкортостан
- В Червоногвардейском районе города Макеевка (Донецкая область) в честь В. Н. Безценного названа улица.